# Eublemma bistellata
Eublemma bistellata is een vlinder van de familie van de spinneruilen (Erebidae). De wetenschappelijke naam van deze soort is voor het eerst voorgesteld als Porphyrinia bistellata door Edward Parr Wiltshire in een publicatie uit 1961.
De soort komt voor in Saudi-Arabië, Bahrein, de Verenigde Arabische Emiraten, Oman en Jemen.